# Tefló

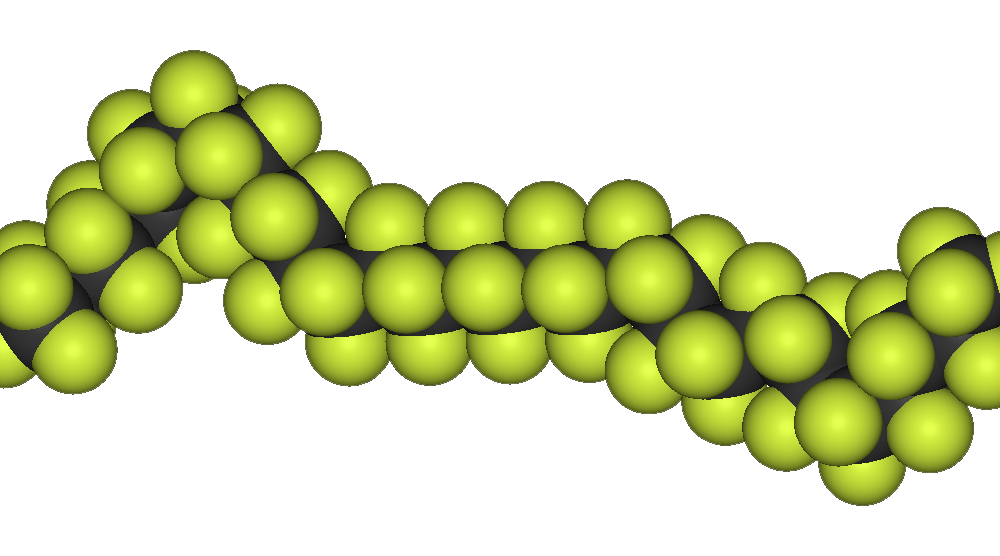
Representació de la molècula de politetrafluoretilè.

El politetrafluoretilè (PTFE), o Teflon® (Teflon®, de DuPont, marca amb la que fou comercialitzat inicialment), és un polímer similar al polietilè, on els àtoms d'hidrogen estan substituïts per fluor.

## Fórmula
La fórmula química del monòmer és CF₂=CF₂. I el polímer, i el que a voltes també s'anomena tefló; la resina PFA (perfluoroalkòxid), en tenen les següents:
```
F F F F F F 
| | | | | |
R - C - C - R R - C - C - C - C - R
| | | | | |
F F F F F O
|
Polímer F - C - F 
|
F
```

```
Resina PFA
(de vegades anomenada Teflon®)
```

## Controvèrsies
La virtut principal d'aquest material és que és pràcticament inert, i no reacciona amb altres substàncies químiques tret de situacions molt especials. Aquest fet es deu bàsicament a la protecció que confereixen els àtoms de fluor a la cadena carbonada. Aquesta carència de reactivitat fa que la seva toxicitat sigui molt baixa. Tot i això, com a resultat d'una demanda col·lectiva i d'un acord comunitari amb DuPont, tres epidemiòlegs van fer estudis sobre la població que envoltava una planta química d'Ohio que estava exposada a PFOA a nivells superiors a la de la població general. Els estudis van concloure que hi havia una associació entre l'exposició a PFOA i sis resultats de salut: càncer de ronyó, càncer de testicle, colitis ulcerosa, malaltia de la tiroide, hipercolesterolèmia (colesterol alt) i hipertensió induïda per l'embaràs. Melinda Wenner Moyer, biòloga molecular, va escriure per a Investigación y Ciencia l'octubre del 2010 que el subproducte de la seva fabricació àcid perfluorooctanoic, que no és biodegradable, contamina les aigües i es troba en el 95% dels habitants dels Estats Units d'Amèrica. La pel·lícula Dark Waters (Todd Haynes, 2019), basat en un article de The New York Times, amb guió de Matthew Carnahan, Mario Correa i Nathaniel Rich (l'articulista) mostra com l'advocat Robert Bilott (interpretat per l'actor Mark Ruffalo) descobreix el problema i acaba guanyant judicialment Du Pont, que indemnitza part de les víctimes amb 670'7 milions de dòlars. Tot i que el PTFE és estable i no tòxic a temperatures més baixes, comença a deteriorar-se a temperatures d'uns 260 °C, es descompon per sobre dels 350 °C i pren a temperatures superiors als 400 °C. Els principals productes de descomposició (fumejant) són els gasos de fluorocarboni, que poden causar molèsties en humans però ser tòxics en animals més menuts (i letals en ocells). Es considera poc probable que els estris de cuina recoberts de tefló arribin a temperatures perilloses amb un ús normal, ja que la carn es fregeix normalment entre 204 i 232 °C i la majoria dels olis de cuina (excepte els olis refinats, com el d'alvocat) comencen a fumejar abans d'arribar a la temperatura de 260 °C.

## Característiques
És el material amb el coeficient de fregament més baix que es coneix.
Altres qualitats característiques són:
- La seva impermeabilitat, fet pel que manté les seves qualitats en ambients humits.
- És incombustible, resistent als productes químics i la calor, i és capaç de suportar temperatures des de -270 °C (3 K) fins a 300 °C (573 K).
- És també un gran aïllant elèctric summament flexible, que no s'altera per l'acció de la llum.
- És antiadherent

S'utilitza per a revestiments antiadherents d'estris alimentaris i químics, revestiments antifricció de coixinets, aïllaments de cables per a altes temperatures, cintes d'enregistrament, etc.

## Descobriment
El creador fou en Roy J. Plunkett (1910-1994), nascut a Ohio, graduat i doctor en química. Fou contractat el 1936 (any del seu doctorat) per l'empresa DuPont, on va estar-se tota la seva vida laboral. Fou l'any 1938, mentre treballava en el desenvolupament de substàncies refrigerants, quan va fer la troballa. Plunket estava cercant la manera de produir prou quantitat de tetrafluoroetilè (TFE) per a poder utilitzar-les industrialment. Després de construir una planta pilot i obtenir les quantitats necessàries va fer diferents proves amb el TFE obtingut. Col·locava el TFE en cilindres refrigerats amb CO₂ sòlid (neu carbònica). Amb la col·laboració del seu ajudant, Jack Rebok, estava un dia vaporitzant el contingut d'un cilindre de TFE que contenia unes dues lliures de gas. Segons es vaporitzava el gas passava per uns mesuradors de flux i entrava en una cambra on el TFE reaccionava amb altres productes químics. Aquell dia, poc després de començar l'experiment, Jack Rebok va avisar a Plunkett de què alguna no anava a l'hora. El flux de TFE s'havia detingut, però el cilindre seguia contenint massa. Al desmuntar la vàlvula i obrir el cilindre van trobar en el seu interior una substància blanca en forma de pólvores. semblava que el TFE s'havia polimeritzat donant lloc a aquestes pólvores. Al caracteritzar-lo, Plunkett descobrí que era inert a tots els dissolvents, àcids i bàsics disponibles. L'empresa es va interessar pel descobriment del seu científic i va incloure el PTFE dins de la seva secció de polímers.
Un dels primers usos que es va donar a aquest material fou, dins del Projecte Manhattan com a recobriment de vàlvules i com a segellador en tubs que contenien hexafluorur d'urani (material altament radioactiu).

## Aplicacions
Té múltiples aplicacions, tot i que l'empresa no va saber donar-li sortida en un principi (no es comercialitzà fins a l'any 1946):
- En revestiments d'avions, coets i naus espacials degut a les grans diferències de temperatura que és capaç de suportar.
- En la indústria s'empra en elements articulats, ja que la seva capacitat antifricció permet eliminar l'ús de lubricants.
- En medicina, aprofitant que no reacciona amb substàncies o teixits, i que és flexible i antiadherent, s'utilitza en pròtesis, creació de teixits artificials i vasos sanguinis...
- En revestiment de cables i electrònica, per la seva gran capacitat aïllant i resistència a la temperatura.
- En pintures i vernissos.
- En estructures i elements sotmesos a ambients corrosius, així com en mànegues i conductes pels que circulen productes químics.